# Sigmundur Brestisson

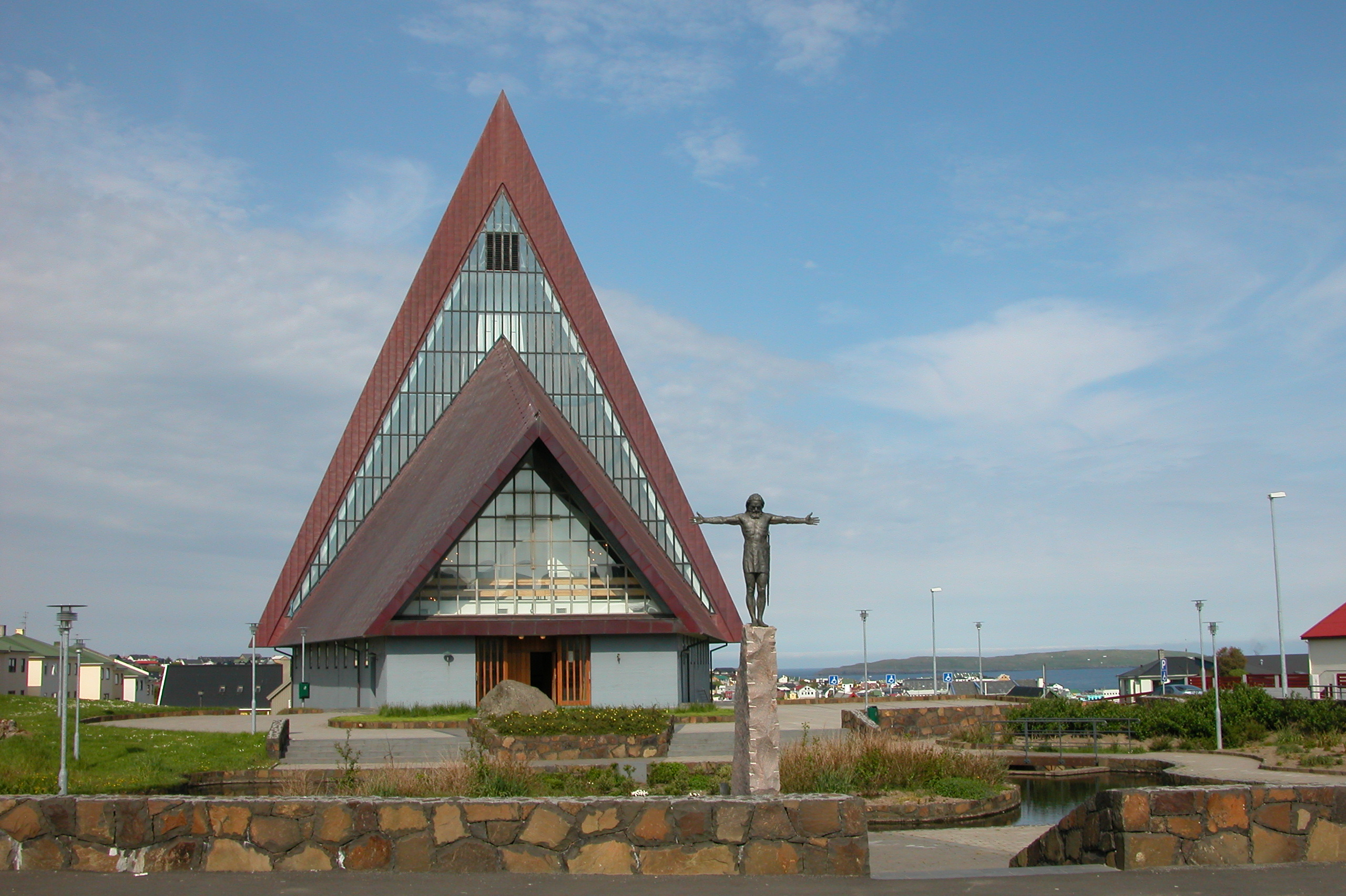
Estatua de Sigmundur Brestisson frente a la Vesturkirkja, en Tórshavn. Escultura de Hans Pauli Olsen.

Sigmundur Brestisson (Skúvoy, h. 961-Sandvík, 1005) introdujo el cristianismo en las Islas Feroe en 999. Es uno de los protagonistas de la Saga Færeyinga, que lo cita como un aguerrido vikingo que regresó de un largo exilio y estaba bien adiestrado en armas. Aparece citado como combatiente en la batalla de Hjörungavágr enfrentado a Bue digre a quien le amputa las dos manos de un certero golpe.
Fue hijo de Brestir Sigmundsson y Cæcilia. Su padre era un rico terrateniente vikingo de Skúvoy. A la edad de 9 años, fue testigo del asesinato de su padre y de su tío, suceso que lo marcó la mayor parte de su vida. Durante muchos años intentó vengar este asesinato para, finalmente, convertirse al cristianismo en 999. Ya como miembro de dicha religión, llevó a cabo la construcción de la primera iglesia del archipiélago y se encargó de cristianizar a sus conciudadanos. Hacia 986 se casó con la que fue la mujer más influyente del archipiélago, Turið Torkilsdóttir.
Fue el primer feroés en convertirse al cristianismo y siguiendo los pasos de la Mancomunidad Islandesa, intentó oficializar la nueva fe por decreto en el Althing de Tórshavn, pero el resultado fue adverso y casi lo mata una multitud enfurecida. Más tarde cambió de táctica, al estilo de Olaf Tryggvason, y fue a la hacienda del caudillo opositor Trondur í Gøtu de noche con un grupo de hombres armados dándole a elegir entre aceptar la nueva fe o ser decapitado en aquel mismo instante. No tuvo más remedio que aceptar. Trondur no se lo perdonó y aprovechando la oportunidad, Sigmundur fue emboscado y trató de escapar saltando al mar, cruzando la distancia a nado que separa la isla de la población de Sandvík en Suðuroy (unos 15 kilómetros). Exhausto, fue encontrado en la costa por Torgrímur Illi (apodado el Malo), que lo decapitó para robarle su brazalete de oro.
Su tumba, conocida como la Sigmundarsteinur, se encuentra en el cementerio del pueblo de Skúvoy y es uno de los restos medievales de mayor importancia que se puede encontrar en el archipiélago. Una característica curiosa de su lápida es la ausencia de caracteres rúnicos, algo que era habitual en la época. En su lugar, se puede observar una pequeña cruz.
El artista feroés Hans Pauli Olsen le dedicó tres monumentos a Sigmundur Brestisson: uno en Skúvoy, su lugar de nacimiento, otro en Tórshavn, donde predicó el cristianismo, y un tercero en Sandvík, donde falleció.